# طرخشقون كسائي
طرخشقون كسائي (باللاتينية: Taraxacum vestitum ) هو نوع نباتي يتبع جنس الطرخشقون من القبيلة الشيكورية.